# 항저우 올림픽 스포츠 엑스포 센터
항저우 올림픽 스포츠 엑스포 센터(중국어 간체자: 杭州奥体博览城) 또는 항저우 올림픽 스포츠 센터(중국어 간체자: 杭州奥林匹克体育中心)는 중국 저장성 항저우시에 있는 다목적 경기장으로, 2018년 개장했다.

## Gallery

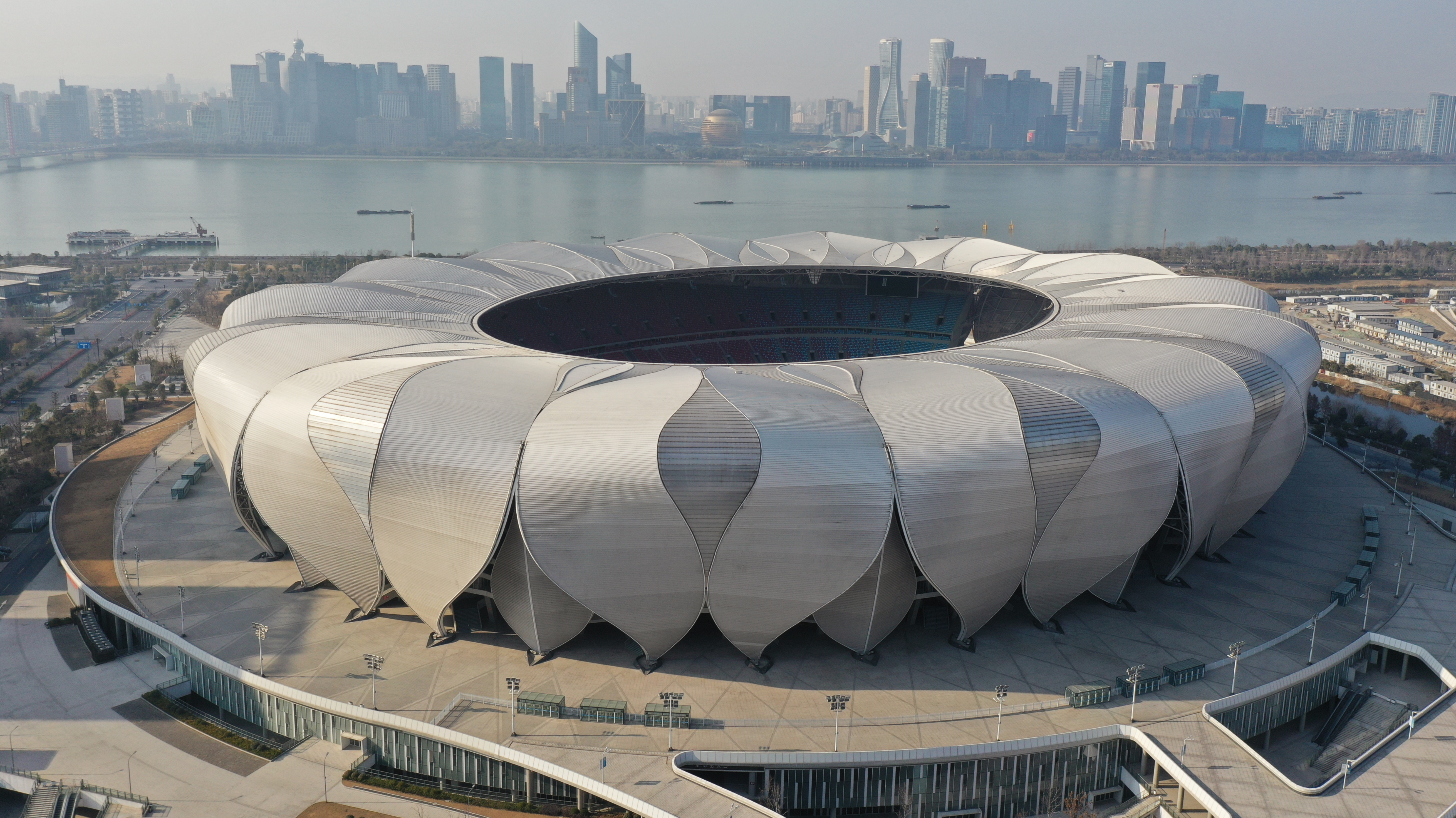
Main Stadium
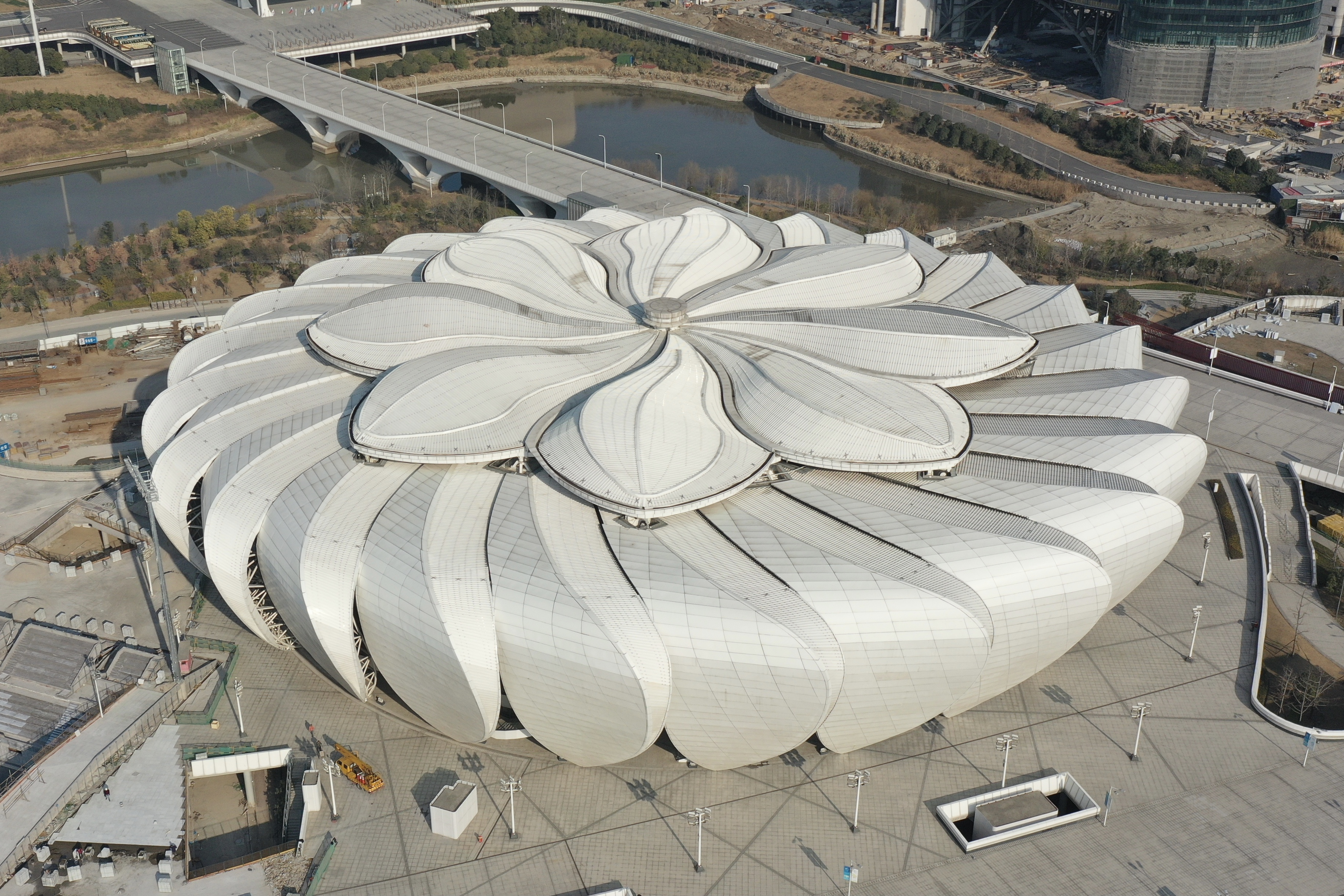
Tennis Center
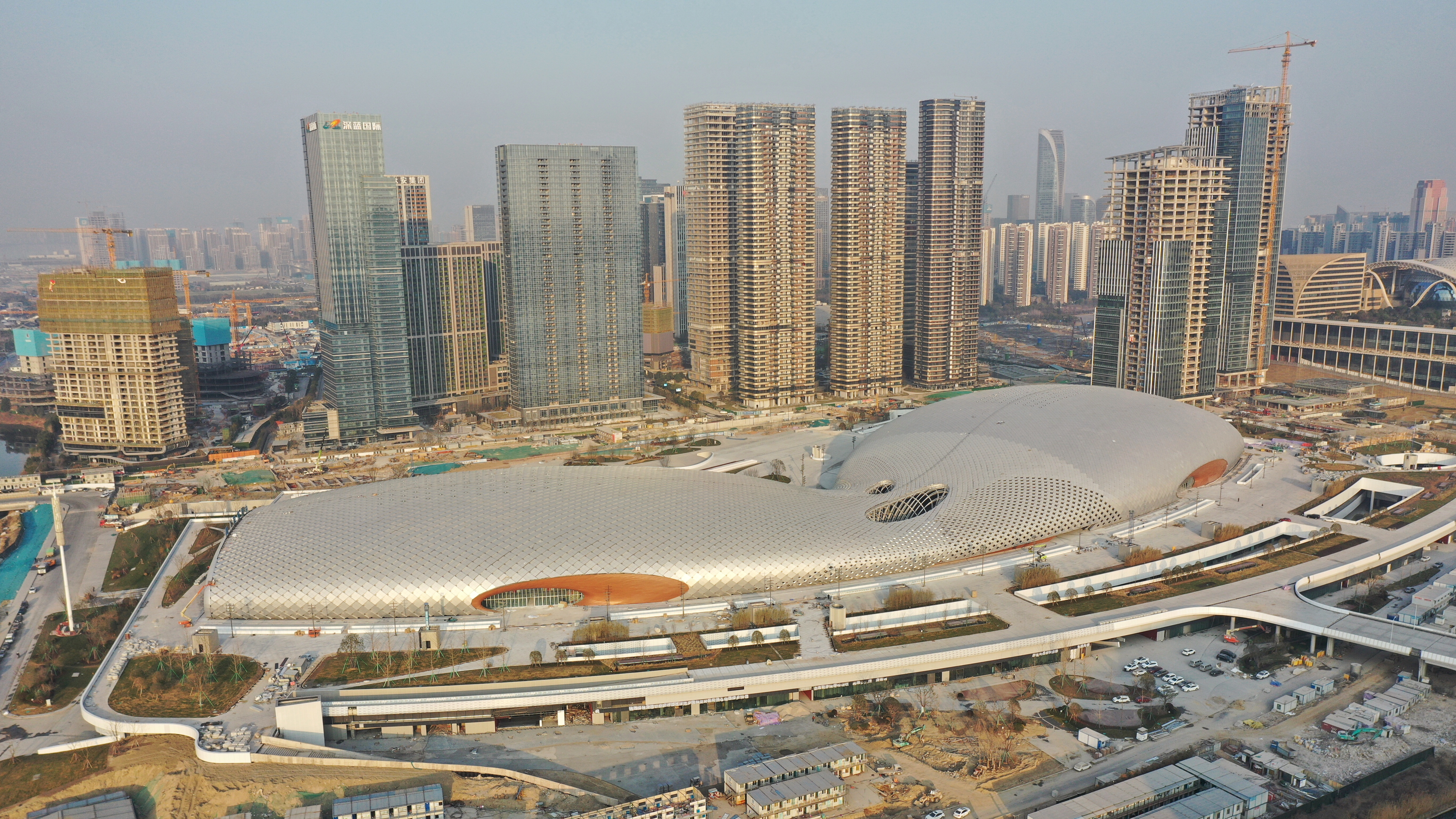
Gymnasium.& Natatorium
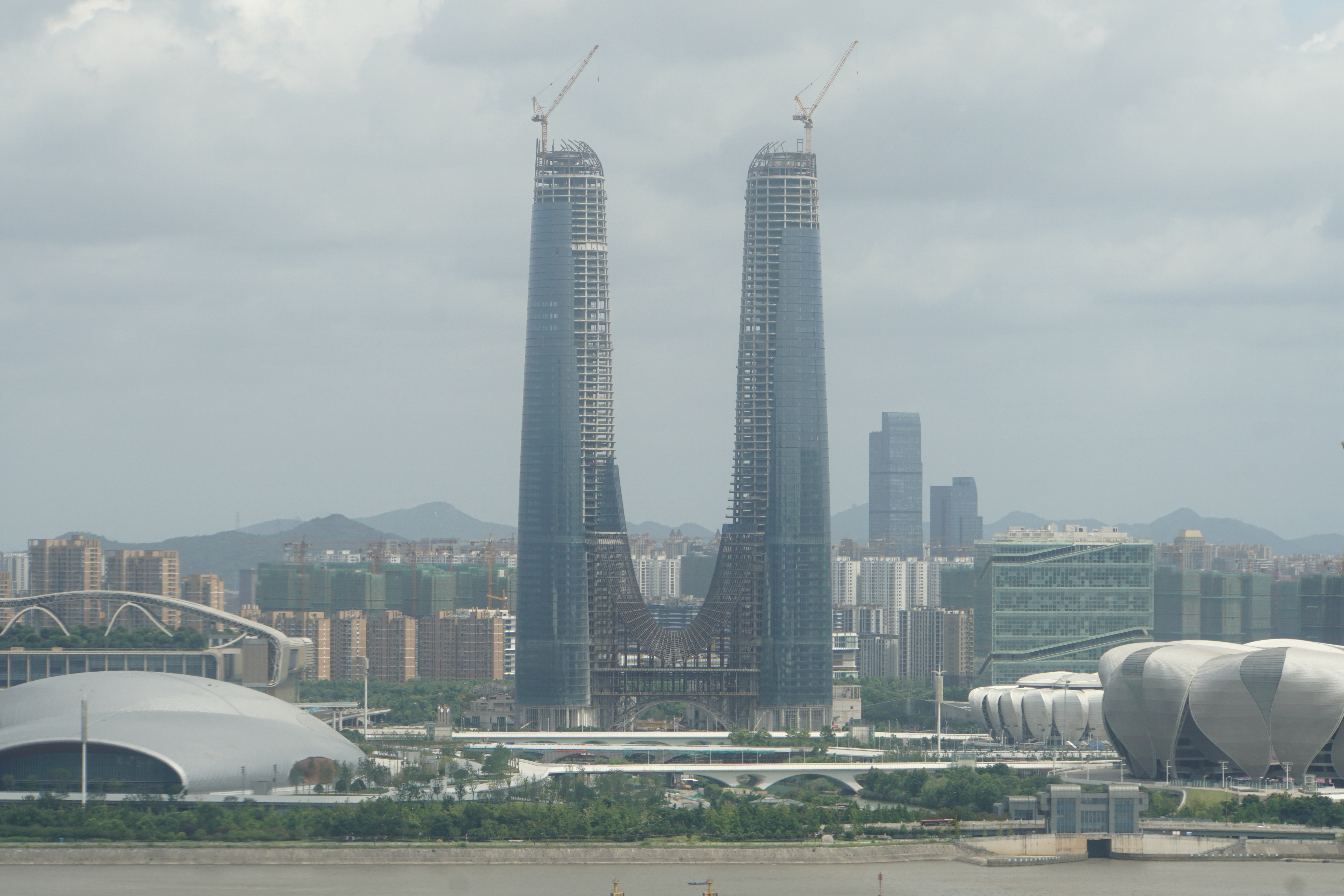
Greenland Hangzhou Center u/c
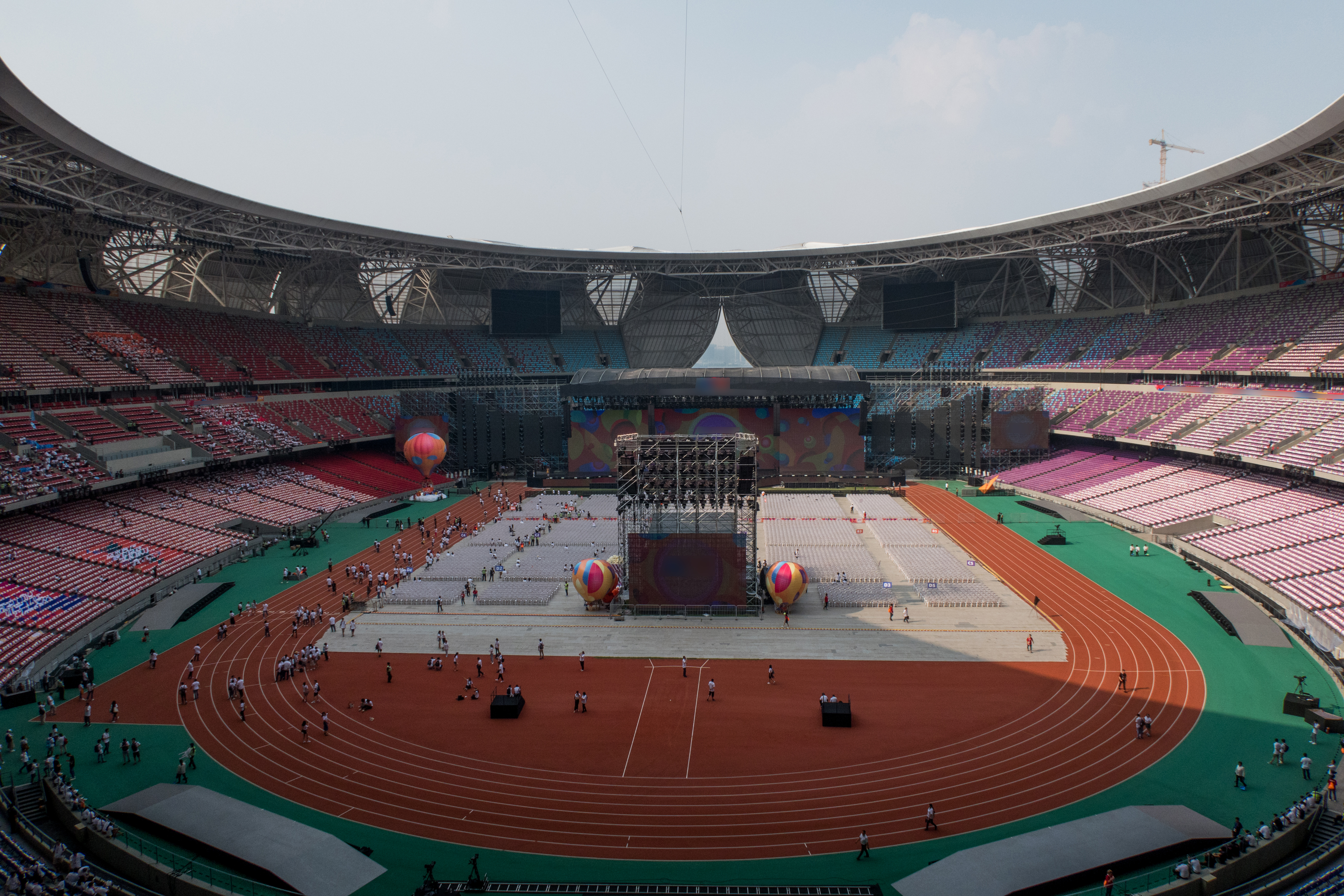